# Участок (телесериал)
«Участок» — российский телесериал 2003 года производства «Первого канала».

## Сюжет
Главный герой картины — старший лейтенант милиции Павел Кравцов (Сергей Безруков). Он довольно странный человек. Если приходится кому-то надеть наручники, извиняется и спрашивает, не жмут ли. Кравцов честолюбив и честен, молод и серьёзен. Именно это и мешает ему сделать карьеру в городской милиции. Судьба забрасывает его в глухую деревню Анисовку, где освободилось место участкового. Для Павла это как ссылка или не слишком почётная командировка. Правда, это не единственная беда старшего лейтенанта — преданность работе увеличила пропасть между ним и любимой женой. Герою остаётся только смириться с происходящим, войти в новую роль и обжиться в Анисовке. Хорошо ещё, всегда рядом верный друг и помощник Цезарь — пёс породы бладхаунд.
Впрочем, не всё так просто в деревне, как казалось на первый взгляд. Кравцов узнаёт, что прежний участковый не просто решил уйти на заслуженный отдых. По слухам, его утопили. Павел решает расследовать это дело и принимается за изучение вверенного участка.

## Содержание
Детективно-комедийная 12-серийная мелодрама о сельском участковом милиционере Павле Кравцове, которому после ареста преступника, оказавшегося «человеком со связями», разгневанное начальство поставило ультиматум: или увольнение из правоохранительных органов, или — «в деревню, в глушь»… Во время разговора со случайно встреченными им на автобусной остановке женщинами, приехавшими из деревни Анисовки, Павел узнаёт, что в их деревне недавно погиб участковый. Эта встреча и определила выбор старшего лейтенанта Кравцова. Тем более, что дома его уже ничто не держало — любимая жена Людмила (актриса Ирина Безрукова), устав от того, что муж постоянно пропадает на работе, ушла от него.
Так Кравцов, чьи принципиальность и честность стали препятствием для службы в столичной милиции, а преданность профессии разрушила семью, оказался в Анисовке.
Появился Павел Сергеевич на новом месте службы не один, а с верным другом — собакой породы бладхаунд по кличке Цезарь. Приступить к выполнению своих обязанностей новому участковому приходится буквально на следующий день по прибытии — сосед Василий Суриков (Александр Мохов), мучимый похмельем, повздорил с супругой, не желавшей отдавать припрятанную с вечера бутылку.
Тем не менее самое сложное, что предстоит Кравцову, — не усмирение местных буянов, не борьба с продажей «палёной» водки, не розыск обрезанных проводов, украденного кондиционера или пропавшей козы, а самые простые — неслужебные — отношения с обитателями Анисовки.

### Серии
1. «В глушь»
2. «Воробьиная ночь»
3. «Самигонщики»
4. «Укроп»
5. «Холодильник без мотора»
6. «Настоящее убийство»
7. «Свадьба»
8. «Забор»
9. «9 1/2 рублей»
10. «Пожар»
11. «О тебе радуется»
12. «Дикий монах»

## История
Премьера сериала «Участок» состоялась 8 декабря 2003 года на «Первом канале». Сериал выходил с понедельника по четверг вечером после информационной программы «Время».
Премьерный показ сериала завершился 30 декабря 2003 года. Затем сериал неоднократно транслировался на «Первом канале» (в 2004, 2008, 2012 и 2025 годах), а также на ТВ Центр (в январе 2007 года и позже), на РЕН ТВ (в мае 2009 года), телеканале «Звезда» и «Пятом канале».
«Участок» стал одним из рейтинговых проектов «Первого канала» в сезоне 2003/2004 годов.
Во время премьерного показа его посмотрели до 50 % зрителей «Первого канала».
Сергей Безруков, сыгравший бандита Сашу Белого в сериале «Бригада», в «Участке» воплотил в жизнь образ антипода Саши Белого — положительного милиционера Кравцова, за роль которого в 2005 году актёр был удостоен премии Национальной Академии кинематографических искусств и наук «Золотой орёл» в номинации «Лучшая мужская роль в телефильме».
Съёмки сериала проходили в настоящей деревне в Калужской области недалеко от Тарусы.

## Книга
- Слаповский А. И. Участок. — М.: АСТ; Апрель, 2010. — 512 с. — ISBN 978-5-17-060739-6.
- Слаповский А. И. Заколдованный участок. — М.: АСТ; Апрель, 2010. — 416 с. — ISBN 978-5-17-060734-1.

## В ролях
- Сергей Безруков — Павел Сергеевич Кравцов, участковый, старший лейтенант милиции
- Ирина Безрукова — Людмила Кравцова, жена Павла Кравцова
- Нина Русланова — учительница химии Мария Антоновна Липкина
- Ирина Розанова — продавщица Клавдия Васильевна
- Алексей Булдаков — механизатор Николай (в десятой серии — Анатолий) Степанович Микишин
- Артём Михалков — Андрей Николаевич / Анатольевич Микишин, сын Микишина-старшего
- Андрей Краско — Юрий Савичев
- Владимир Меньшов — Лев Ильич Шаров, старший брат Андрея Шарова
- Роман Мадянов — Андрей Ильич Шаров, глава администрации Анисовки
- Юлия Рутберг — Инна Олеговна Шарова, жена Андрея Шарова
- Владислав Галкин — Виталий Ступин
- Мария Порошина — Людмила Ступина, жена Виталия Ступина
- Михаил Ефремов — Корытников, аферист
- Александр Семчев — капитан Илья Сергеевич Терепаев, начальник отделения
- Екатерина Васильева — пенсионерка Квашина (баба Нюся)
- Юрий Кузнецов — инвалид Валерий Дуганов
- Тамара Сёмина — Зоя Павловна Синицина
- Валерий Золотухин — Семён Миронович, старик по прозвищу «Хали-Гали»
- Евгения Добровольская — Любовь Юрьевна Кублакова, жена утопшего участкового
- Юлия Пересильд — Наталья Кублакова, дочь Любови Кублаковой
- Михаил Васьков — Кублаков, бывший участковый
- Татьяна Догилева — Нюра (Анна Антоновна) Сущёва
- Алексей Гуськов — приёмщик Вячеслав Прохоров
- Александр Лыков — уголовник «Декан», он же Валерий Ростиславович (по ориентировке — Александр Николаевич Дюканин)
- Игорь Лифанов — уголовник «Укроп», он же Евгений Афанасьевич Куропатов
- Павел Деревянко — фельдшер Вадик
- Виктор Бычков — прораб Николай Павлович Уткин
- Александр Белявский — Лазарев
- Анатолий Кузнецов — Вячеслав Стасов
- Анна Снаткина — Нина Стасова, возлюбленная Вадика, сестра Володьки
- Александр Робак — Владимир Стасов
- Александр Мохов — Василий Анатольевич Суриков
- Лариса Шахворостова — Наталья Сурикова, жена Василия Сурикова
- Ирина Рахманова — Ольга Савичева
- Надежда Маркина — Татьяна Савичева
- Михаил Карпенко — Иван Карабеев
- Владимир Толоконников — Юлюкин, главбух
- Зоя Буряк — Юлия Юлюкина, дочь главбуха
- Валерий Гаркалин — рабочий Суслевич
- Пётр Зайченко — Дьордяй
- Владимир Зайцев — следователь Анисимов
- Любовь Руденко — повариха Эльвира Бочкина
- Сергей Габриэлян — Воловой
- Алексей Ошурков — дядя Вадя
- Семён Морозов — Александр Семёнович Мурзин
- Александр Воробьёв — Михаил Афанасьевич Куропатов
- Елена Панова — Дарья Клюева, жена Коли Клюева
- Александр Карпиловский — Николай Клюев
- Марина Яковлева — Желтякова
- Борис Каморзин — бригадир
- Александр Числов — Константин Желтяков
- Александр Карпов — Роман Клюквин
- Виталий Безруков — полковник милиции, начальник Кравцова
- собака Цезарь — Цезарь (голос Сергея Безрукова)

## Съёмочная группа
- Режиссёр — Александр Баранов
- Сценарист — Алексей Слаповский

## Музыка
- Андрей Баранов
- Фёдор Чистяков
- Группа «Любэ»
- Александр Пантыкин

## Саундтрек к сериалу
1. Иоганн Себастьян Бах — Хоральная прелюдия фа-минор «Я взываю к тебе, Господи!» в обработке Фёдора Чистякова — Choral Prelude BWV. 639
2. Андрей Баранов — Листьями пошуршать
3. Андрей Баранов — Песня про Егора
4. Андрей Баранов — Коматозный чечёточник
5. Андрей Баранов — Участок (вариации)
6. Андрей Баранов — Вальс Шоша
7. Сергей Безруков — Думы окаянные
8. Фёдор Чистяков — Закат
9. Любэ и Сергей Безруков — Берёзы (муз. Игорь Матвиенко — Михаил Андреев)